# باري جاكسون (لاعب كريكت)
باري جاكسون (13 سبتمبر 1966 في المملكة المتحدة - ) (بالإنجليزية: Barry Jackson)‏ هو لاعب كريكت بريطاني. لعب مع Berkshire County Cricket Club ‏.